# 瑞士联邦铁路Ae6/6型电力机车
Ae 6/6型电力机车是瑞士联邦铁路的电力机车车型之一，是为了满足圣哥达铁路（Gotthardbahn）的运输需要而设计的大功率电力机车，由瑞士机车和机器制造厂（SLM）和勃朗-包维利公司（BBC）联合设计生产，于1952年研制成功。
Ae 6/6型机车适用于供电制式为15千伏16⅔赫兹的低频单相交流电电气化铁路，采用交—直流电传动、变压器高压侧有级调压及二极管整流，牵引电动机采用八极复励脉流电动机，并装用转向架弹性交叉联接装置，有效减小了转向架通过曲线时的冲角。